# 荒野の女たち
『荒野の女たち』（7 Women）は、ジョン・フォード監督による1966年のアメリカ合衆国のドラマ映画である。ノーラ・ロフツによる短編小説「中国風の終幕」を基にジャネット・グリーンとジョン・マコーミックが脚本を執筆した。フォードの遺作である。
出演はアン・バンクロフト、スー・リオン、マーガレット・レイトン、フローラ・ロブソン、ミルドレッド・ダンノック、ベティ・フィールド、アンナ・リー、エディ・アルバート、マイク・マズルキ、ウディ・ストロードらである。

## キャスト
- アン・バンクロフト
- スー・リオン
- マーガレット・レイトン（英語版）
- フローラ・ロブソン
- ミルドレッド・ダンノック（英語版）
- ベティ・フィールド
- アンナ・リー
- エディ・アルバート
- マイク・マズルキ（英語版）
- ウディ・ストロード
- アイリーン・ツー（英語版）

## 評価
『カイエ・デュ・シネマ』は1966年のベスト映画で6位とした。またアンドリュー・サリスは1966年のベスト映画で3位とした。